# 野外戰
野外戰，是指在城鎮以外、沒有人工建築物之地方進行的戰爭，包括森林戰、沙漠戰、極地戰、山地戰等，與巷戰相對。
中國古代文献以“野合”稱野外戰。

## 文獻參考
1. ↑  《後漢書·卷八十九·南匈奴傳》：「良騎野合，交鋒接矢。」